# Somateria
Somateria er en slægt af fugle i familien af egentlige andefugle med tre arter, der er udbredt i Nordamerika og Eurasien. 

## Arter
De tre arter i slægten:
- Edderfugl (Somateria mollissima)
- Kongeedderfugl (Somateria spectabilis)
- Brilleedderfugl (Somateria fischeri)